# Дуброво (Кіровський район)
Дуброво (рос. Дуброво) — село в Кіровському районі Калузької області Російської Федерації.
Населення становить 238 осіб. Входить до складу муніципального утворення Село Дуброво.

## Історія
Від 2004 року входить до складу муніципального утворення Село Дуброво.

## Населення
| 2002 | 2010 |
| ---- | ---- |
| 305  | ↘238 |